# Machilus oreophila
Machilus oreophila är en lagerväxtart som beskrevs av Henry Fletcher Hance. Machilus oreophila ingår i släktet Machilus och familjen lagerväxter. Inga underarter finns listade i Catalogue of Life.